# Доња Добриња
Доња Добриња је насеље у Србији у општини Пожега у Златиборском округу. Према попису из 2022. било је 322 становника.
Овде се налази ОШ „Емилија Остојић” ИО Доња Добриња.

## Демографија
У насељу Доња Добриња живи 438 пунолетних становника, а просечна старост становништва износи 45,7 година (44,0 код мушкараца и 47,3 код жена). У насељу има 162 домаћинства, а просечан број чланова по домаћинству је 3,23.
Ово насеље је великим делом насељено Србима (према попису из 2002. године), а у последња три пописа, примећен је пад у броју становника.
|  |

| Демографија | Демографија | Демографија |
| Година      | Становника  | Становника  |
| ----------- | ----------- | ----------- |
| 1948.       | 883         |             |
| 1953.       | 908         |             |
| 1961.       | 891         |             |
| 1971.       | 744         |             |
| 1981.       | 691         |             |
| 1991.       | 593         | 593         |
| 2002.       | 524         | 524         |

| Етнички састав према попису из 2002.‍ | Етнички састав према попису из 2002.‍ | Етнички састав према попису из 2002.‍ | Етнички састав према попису из 2002.‍ | Етнички састав према попису из 2002.‍ |
| ------------------------------------ | ------------------------------------ | ------------------------------------ | ------------------------------------ | ------------------------------------ |
|                                      |                                      |                                      |                                      |                                      |
| Срби                                 | Срби                                 |                                      | 522                                  | 99,61%                               |
| Хрвати                               | Хрвати                               |                                      | 1                                    | 0,19%                                |
| Словенци                             | Словенци                             |                                      | 1                                    | 0,19%                                |
| непознато                            | непознато                            |                                      | 0                                    | 0,0%                                 |

| Година пописа     | 1948. | 1953. | 1961. | 1971. | 1981. | 1991. | 2002. |
| ----------------- | ----- | ----- | ----- | ----- | ----- | ----- | ----- |
| Број домаћинстава | 163   | 170   | 181   | 182   | 182   | 171   | 162   |

| Број чланова      | 1  | 2  | 3  | 4  | 5  | 6  | 7 | 8 | 9 | 10 и више | Просек |
| ----------------- | -- | -- | -- | -- | -- | -- | - | - | - | --------- | ------ |
| Број домаћинстава | 31 | 48 | 17 | 24 | 15 | 18 | 6 | 2 | 1 | 0         | 3,23   |

| Пол    | Укупно | Неожењен/Неудата | Ожењен/Удата | Удовац/Удовица | Разведен/Разведена | Непознато |
| ------ | ------ | ---------------- | ------------ | -------------- | ------------------ | --------- |
| Мушки  | 227    | 56               | 156          | 12             | 3                  | 0         |
| Женски | 231    | 24               | 152          | 53             | 2                  | 0         |
| УКУПНО | 458    | 80               | 308          | 65             | 5                  | 0         |

| Пол    | Укупно                    | Пољопривреда, лов и шумарство | Рибарство                            | Вађење руде и камена | Прерађивачка индустрија       |
| ------ | ------------------------- | ----------------------------- | ------------------------------------ | -------------------- | ----------------------------- |
| Мушки  | 173                       | 121                           | 0                                    | 0                    | 27                            |
| Женски | 126                       | 115                           | 0                                    | 0                    | 4                             |
| УКУПНО | 299                       | 236                           | 0                                    | 0                    | 31                            |
| Пол    | Производња и снабдевање   | Грађевинарство                | Трговина                             | Хотели и ресторани   | Саобраћај, складиштење и везе |
| Мушки  | 1                         | 1                             | 3                                    | 1                    | 9                             |
| Женски | 0                         | 1                             | 2                                    | 1                    | 0                             |
| УКУПНО | 1                         | 2                             | 5                                    | 2                    | 9                             |
| Пол    | Финансијско посредовање   | Некретнине                    | Државна управа и одбрана             | Образовање           | Здравствени и социјални рад   |
| Мушки  | 0                         | 0                             | 7                                    | 1                    | 0                             |
| Женски | 0                         | 0                             | 0                                    | 1                    | 2                             |
| УКУПНО | 0                         | 0                             | 7                                    | 2                    | 2                             |
| Пол    | Остале услужне активности | Приватна домаћинства          | Екстериторијалне организације и тела | Непознато            | Непознато                     |
| Мушки  | 1                         | 0                             | 0                                    | 1                    | 1                             |
| Женски | 0                         | 0                             | 0                                    | 0                    | 0                             |
| УКУПНО | 1                         | 0                             | 0                                    | 1                    | 1                             |

## Галерија
- Месна заједница
- Споменик борцима у првом и другом балканском рату и оба светска рата
- Школа